# Carle Vernet
Antoine Charles Horace Vernet (kaldt Carle, født 1758 i Bordeaux, død 17. november 1836 i Paris) var en fransk maler, søn af Claude Joseph Vernet og fader til Horace Vernet.
Vernet var elev af faderen og Lépicié, pensionær i Rom (hvor han levede et ret bevæget liv under megen letsindighed og religiøse anfægtelser bagefter), blev 1788 akademimedlem på Æmilius Paulus' triumftog og vandt efter revolutionen navn dels som slagmaler (slagene ved Marengo, Rivoli, Austerlitz med flere i Versailles), dels som folkelivsskildrer. Hans krigsbilleder viser gerne i van Meulens manér store forgrundsfigurer og selve slaget udfoldende sig i baggrundens fjerne. Hans skildringer af datidens civile og militære sæder og skikke har kulturhistorisk interesse og kunstnerisk værd; han litograferede og tegnede udmærket og gengav med fint øje, sikker hånd og ofte med lune modens tildragelser, han kreerede således direktorietidens naragtige typer, Incroyables og Merveilleuses, og var en god skildrer af jagtselskaber, væddeløb og smukke heste.